# Chris Hogan
Christopher James Hogan (* 24. Oktober 1987 in Wyckoff, New Jersey) ist ein ehemaliger US-amerikanischer American-Football-Spieler auf der Position des Wide Receivers. Mit den New England Patriots gewann er zweimal den Super Bowl (LI und LIII). Er spielte zuletzt für die New Orleans Saints in der National Football League (NFL). 2011 nahmen ihn zunächst die San Francisco 49ers als ungedrafteten Free Agent unter Vertrag, bevor er ab 2012 bei den Buffalo Bills zu seinen ersten Einsätzen in der NFL kam. Hogan spielte College Football an der Monmouth University. 

## Karriere

### College-Karriere
Christopher Hogan kam 2010, nach dem Abschluss von der Penn State mit einem Lacrosse Stipendium, an die Monmouth University.
Er spielte eine Saison für die Monmouth Hawks und kam hierbei auf drei Touchdowns bei nur zwölf Passfängen.

### NFL

#### San Francisco 49ers
Hogan unterzeichnete am 27. Juli 2011 einen Vertrag als Undrafted Free Agent mit den San Francisco 49ers. Er wurde am 3. September aus dem Team entlassen.

#### New York Giants
Neun Tage nach der Entlassung bei den 49ers unterzeichnete Hogan einen Vertrag bei den New York Giants, wurde allerdings nur elf Tage später, am 23. September, wieder entlassen.

#### Miami Dolphins
Am 27. Dezember 2011 wurde Hogan von den Miami Dolphins unter Vertrag genommen. Am 3. Januar 2012 unterzeichnete er einen Reserve-Vertrag und stand bis zum 11. September 2012 im Reserve-Kader. Er wurde letztendlich aber auch von den Dolphins entlassen.

#### Buffalo Bills
Knapp zwei Monate später, am 6. November 2012, wurde Hogan von den Buffalo Bills unter Vertrag genommen. Am 18. Dezember wurde er in den aktiven Kader berufen, kam allerdings erst in der Saison 2013 zu seinem ersten Einsatz. 2014 erzielte er seinen ersten Touchdown in der NFL. Er kam auf 426 Yards bei 41 gefangenen Pässen und vier Touchdowns.
In der Saison 2015 spielte er die dritte Saison in Folge in allen Spielen der Bills. Seinen ersten Touchdown der Saison erzielte er gegen seinen früheren Club, die Miami Dolphins.
Hogan beendete die Saison mit 36 gefangenen Pässen für 450 Yards bei zwei Touchdowns.

#### New England Patriots
Sein Vertrag bei den Bills lief zum Saisonende aus, sodass die New England Patriots Hogan am 10. März 2016 für drei Jahre für 12 Millionen US-Dollar  verpflichteten.
Am 5. Spieltag, welcher bis dato sein erfolgreichster Spieltag war, kam er gegen die Cleveland Browns auf 114 Yards bei vier gefangenen Pässen.
Alleine in den ersten sechs Spielen der Saison 2016 spielte er von Anfang an und erzielte 275 Yards bei 13 gefangenen Pässen für einen Touchdown. Am 5. Februar 2017 gewann Chris Hogan mit den Patriots seinen ersten Super Bowl (LI) in einem dramatischen Spiel, in dem er 57 Yards durch 4 gefangene Pässe beisteuerte.
In der Saison 2018 bestritt er 15 der 16 Regular-Season-Spiele und kam in allen drei Play-off-Spielen zum Einsatz. Am 3. Februar 2019 gewann er mit den Patriots zum zweiten Mal den Super Bowl (Super Bowl LIII).

#### Carolina Panthers
Am 12. April 2019 gaben die Carolina Panthers die Verpflichtung Hogans für ein Jahr bekannt. Er kam auf acht gefangene Pässe für 67 Yards und verpasste neun Partien wegen einer Knieverletzung.

#### New York Jets
Im August 2020 nahmen die New York Jets Hogan unter Vertrag. Er kam in fünf Spielen zum Einsatz und fing 14 Pässe für 118 Yards. Am fünften Spieltag zog er sich eine Knöchelverletzung zu und fiel daher in der Folge aus. Im Dezember entließen die Jets Hogan.

#### New Orleans Saints
Nachdem er im Sommer Lacrosse für den Cannons Lacrosse Club gespielt hatte, nahmen die New Orleans Saints Hogan im Juli 2021 aufgrund einer Verletzung von Michael Thomas unter Vertrag. Am 31. August wurde er im Rahmen der Kaderverkleinerung auf 53 Spieler entlassen. Eine Woche später wurde er wieder unter Vertrag genommen. Zuvor hatten die Saints drei Spieler auf die Injured Reserve List gesetzt. Er fing bei den Saints in sechs Spielen fünf Pässe für 41 Yards und einen Touchdown. Nach dem 6. Spieltag beendete er seine Karriere.